# Daewoo K5

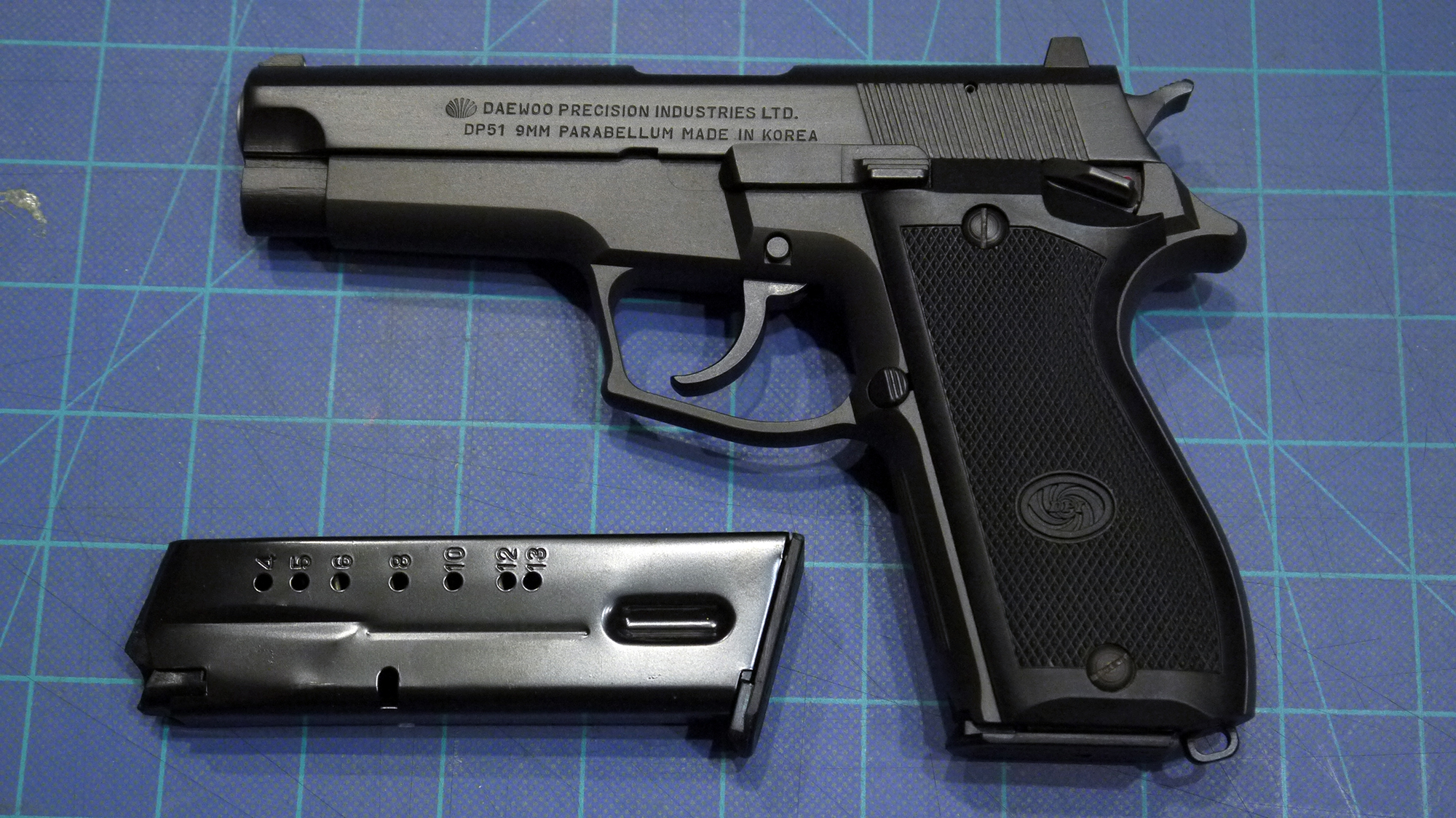
La DP51

La Daewoo K5 es una pistola semiautomática surcoreana producida por Daewoo desde 1989. Es operada por retroceso y usa el sistema de cierre tipo Browning.

## Diseño
Es una pistola compacta y ligera que posee el mecanismo de gatillo llamado "acción rápida". El armazón está construido con aleación de aluminio 7075-T6 con una terminación mate anodizada; la corredera es de acero forjado 4140 con terminación mate.
El mecanismo de gatillo de "acción rápida" permite que el martillo pueda desmontarse mientras el resorte principal del mismo continúa tensado. Un ligero apretón del gatillo causa que el martillo se monte hacia atrás, luego la pistola se comporta como de acción simple

## Características
- Sistema de disparo: doble acción, simple acción y "acción rápida"
- Calibre: 9 mm
- Longitud: 190 mm
- Longitud del cañón: 105 mm
- Peso: 800 g
- Capacidad del cargador: 13 balas

## Variantes
- XK5: prototipo experimental.
- K5: variante estándar producida en masa.
  - DP51: versión comercial de la K5.[2]
    - DP51S: versión semi compacta con corredera compacta y armazón de tamaño completo.
    - DP51C: versión compacta de la DP51.[2]

  - DH40: versión comercial de la K5 en calibre .40 S&W.[2]
  - DH45: versión comercial de K5 en calibre .45 ACP.
  - LH9: Versión mejorada de la DP51.
    - LH9C: versión compacta de la LH9.
    - LH9 MKII: la LH9 equipada con un riel picatinny.